# Richard Gonda

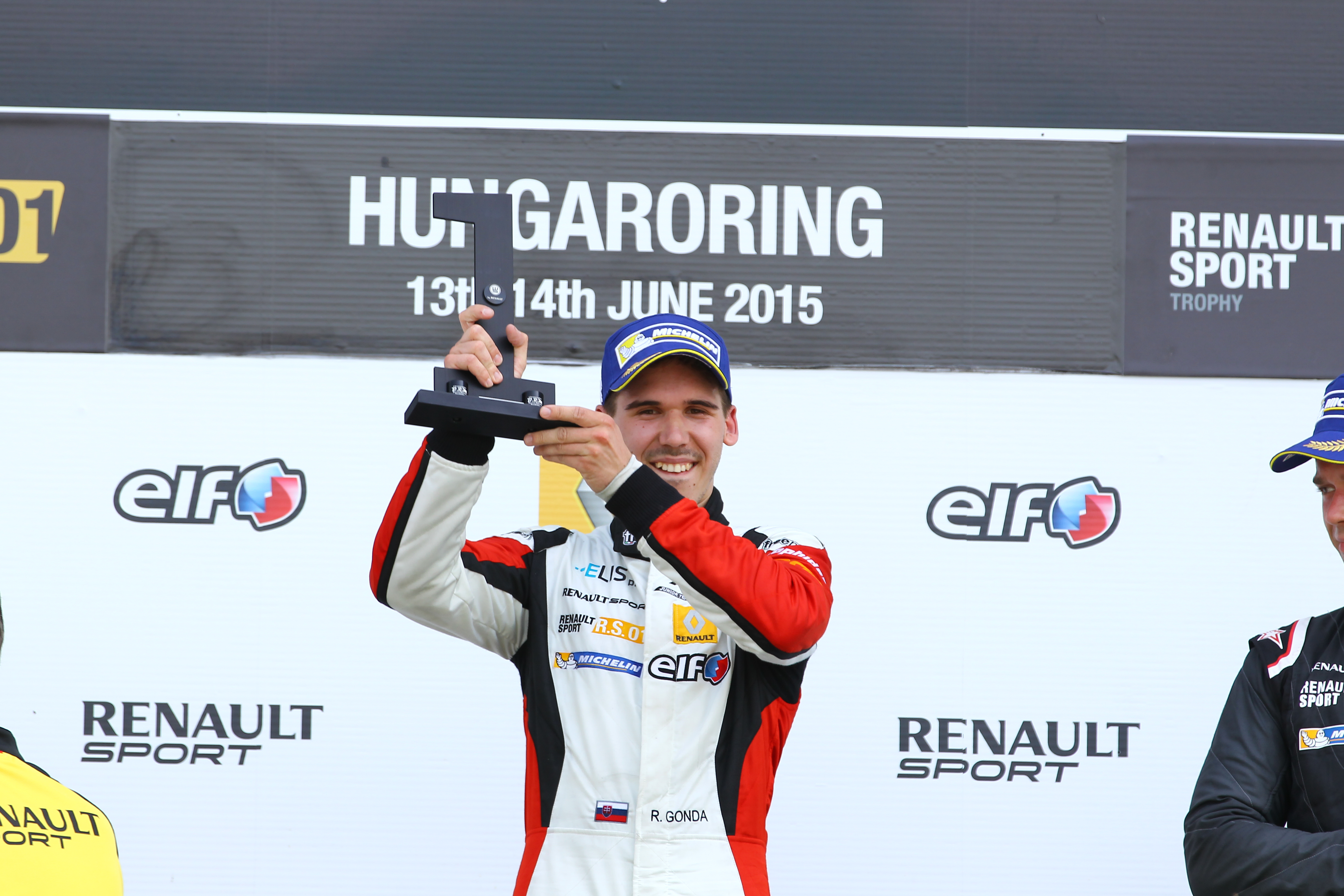
Richard Gonda (2015)

Richard Gonda (* 14. März 1994 in Banská Bystrica) ist ein slowakischer Automobilrennfahrer.

## Karriere
Gonda begann seine Motorsportkarriere 2003 im Kartsport, in dem er bis 2009 aktiv war. 2010 wechselte Gonda in den Formelsport und wurde Sechster der zentraleuropäischen E2-Meisterschaft. Darüber hinaus nahm er an einigen Rennen der nordeuropäischen Formel Renault teil. Dort erreichte er den elften Platz in der FR2000-Klasse, der zweiten Klasse dieser Rennserie. Außerdem absolvierte er zwei Gaststarts im Formel Renault 2.0 Eurocup für Krenek Motorsport. 2011 startete Gonda für Krenek Motorsport im Formel Renault 2.0 Eurocup. Er blieb ohne Punkte und belegte den 39. Platz in der Fahrerwertung. Darüber hinaus nahm er für Krenek Motorsport an drei Veranstaltungen der nordeuropäischen Formel Renault teil.
2012 begann Gonda die Saison in der nordeuropäischen Formel Renault für Krenek Motorsport. Nach der dritten Veranstaltung verlor er allerdings sein Cockpit. Im weiteren Verlauf des Jahres 2012 erhielt Gonda für eine Veranstaltung ein Cockpit in der FIA-Formel-2-Meisterschaft. Dort erzielte er im Training auf Anhieb gute Zeiten und schaffte es bereits im ersten Rennen, mit einem achten Platz Punkte zu erzielen.
2013 wechselte Gonda zu Drivex in die European F3 Open. Mit einem siebten Platz als bestem Ergebnis erreichte er in der Fahrerwertung Gesamtplatz 18. 2014 erhielt Gonda bei dem vom Team Ghinzani betreuten slowakischen Team ein Cockpit in der neugegründeten Formel Acceleration 1. Mit drei Podest-Platzierungen schloss er die Saison auf dem dritten Platz im Gesamtklassement ab. Darüber hinaus fuhr er für Virtuosi zwei Rennen in der Auto GP.
2015 wechselte Gonda in den GT-Sport und fuhr für das ART Junior Team in der Renault Sport Trophy. In der Prestige-Klasse erzielte er drei Siege und wurde mit 123 zu 162 Punkten Gesamtzweiter hinter Dario Capitanio. In der Endurance Trophy gewann er zusammen mit Andrea Pizzitola zwei Rennen und wurde ebenfalls Gesamtzweiter. 2016 kehrte Gonda in den Formelsport zurück und absolvierte für Jenzer Motorsport drei Veranstaltungen in der GP3-Serie.

## Statistik

### Karrierestationen
| - 2003–2009: Kartsport - 2010: Zentraleuropäische E2 (Platz 6) - 2010: Nordeuropäische Formel Renault, FR2000 (Platz 11) - 2011: Formel Renault 2.0 Eurocup (Platz 39) - 2011: Nordeuropäische Formel Renault (Platz 39) | - 2012: Nordeuropäische Formel Renault (Platz 38) - 2012: Formel 2 (Platz 16) - 2013: European F3 Open (Platz 18) - 2014: Formel Acceleration 1 (Platz 3) - 2014: Auto GP (Platz 22) | - 2015: Renault Sport Trophy, Prestige (Platz 2) - 2015: Renault Sport Trophy, Endurance (Platz 2) - 2016: GP3-Serie (Platz 25) |

### Einzelergebnisse in der GP3-Serie
| Jahr | Team              | 1   | 2   | 3   | 4   | 5   | 6   | 7   | 8   | 9   | 10  | 11  | 12  | 13  | 14  | 15  | 16  | 17  | 18  | Punkte | Rang |
| ---- | ----------------- | --- | --- | --- | --- | --- | --- | --- | --- | --- | --- | --- | --- | --- | --- | --- | --- | --- | --- | ------ | ---- |
| 2016 | Jenzer Motorsport | ESP | ESP | AUT | AUT | GBR | GBR | HUN | HUN | GER | GER | BEL | BEL | ITA | ITA | MAS | MAS | UAE | UAE | 0      | 25.  |
| 2016 | Jenzer Motorsport | 13  | 17  | 19* | DNF |     |     | 13  | 15  |     |     |     |     |     |     |     |     |     |     | 0      | 25.  |